# 伊里奇廣場站
伊里奇廣場站（羅馬化：Ploshchad Ilyicha）是莫斯科地鐵加里宁-松采沃线的一個車站。伊里奇廣場站開通於1979年12月30日，是加里宁-松采沃线最早開通的區間。站名取自於伊里奇廣場。